# Europaweg

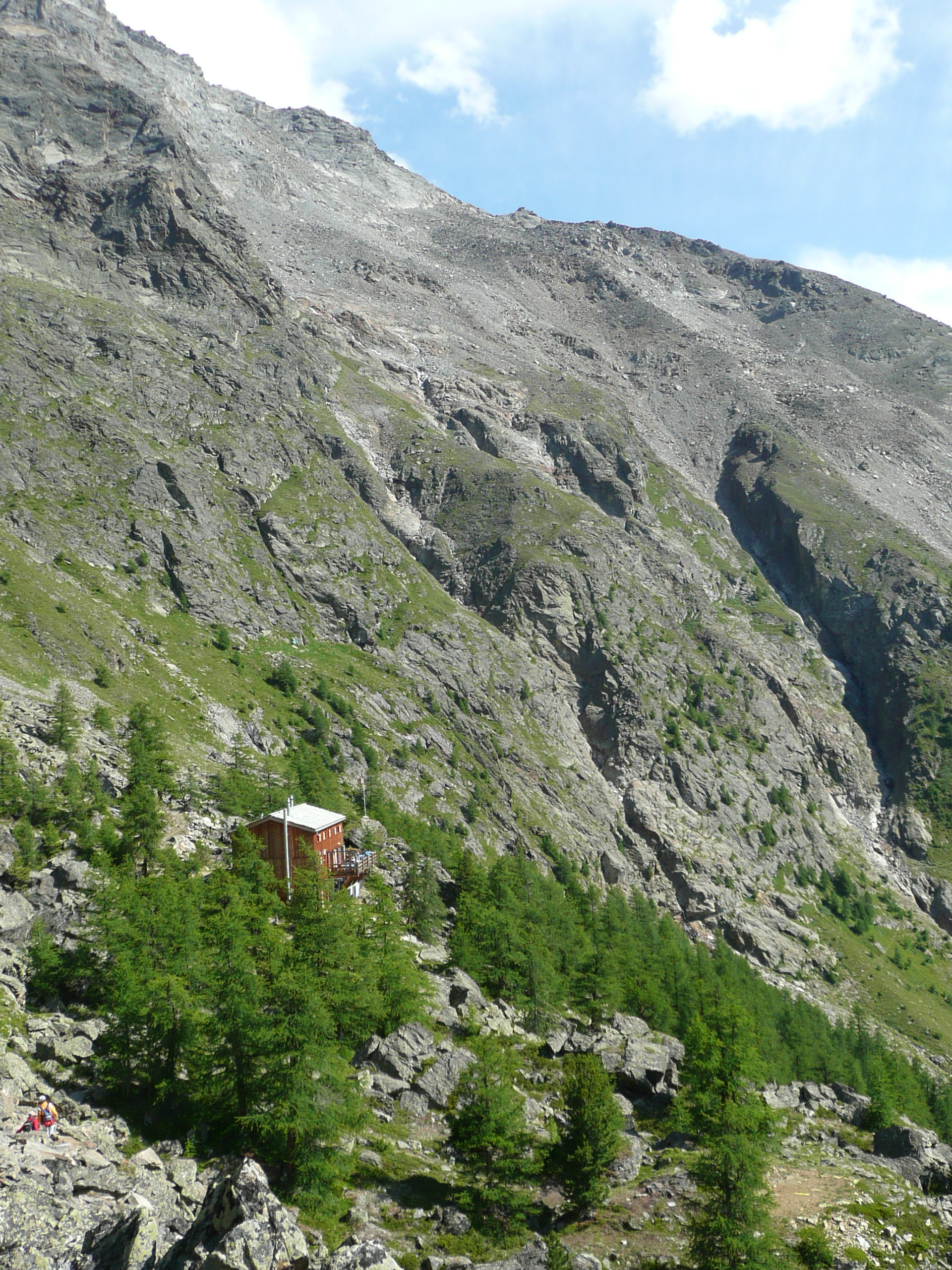
Die Europahütte

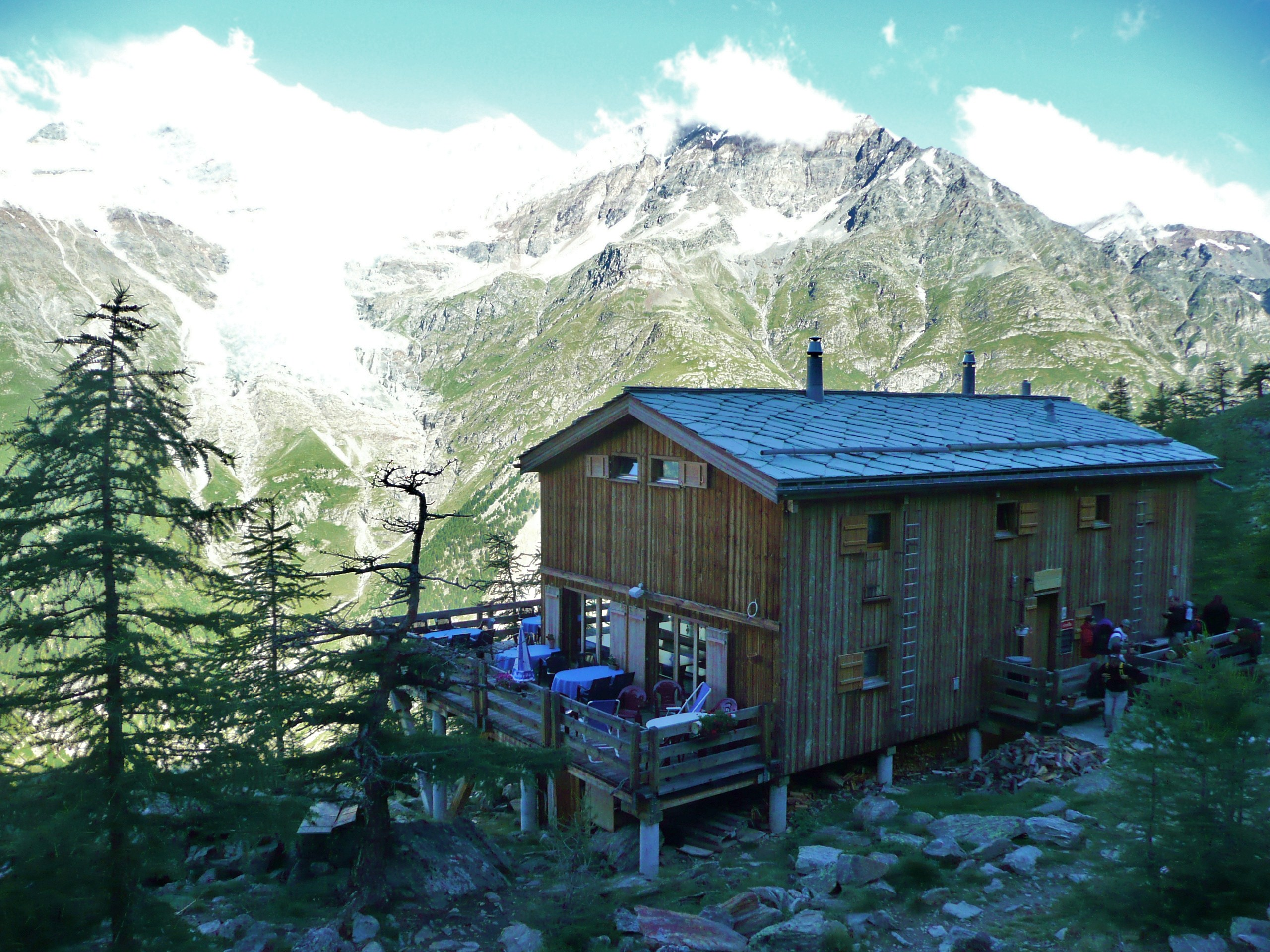
Die Europahütte am frühen Morgen mit Blick auf die gegenüberliegende Weisshorngruppe

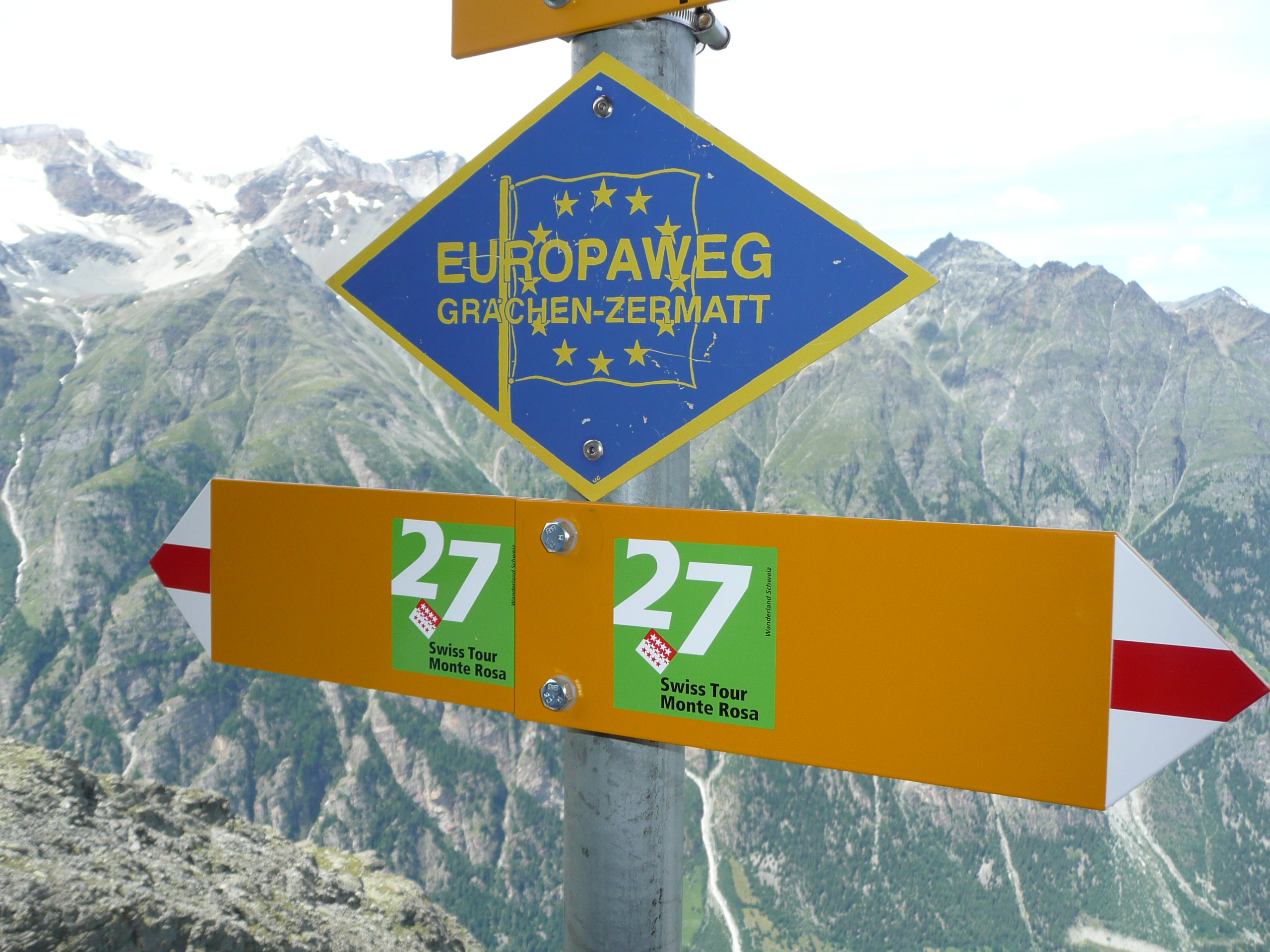
Alte (blau) und neue (grüne) Wegweiser

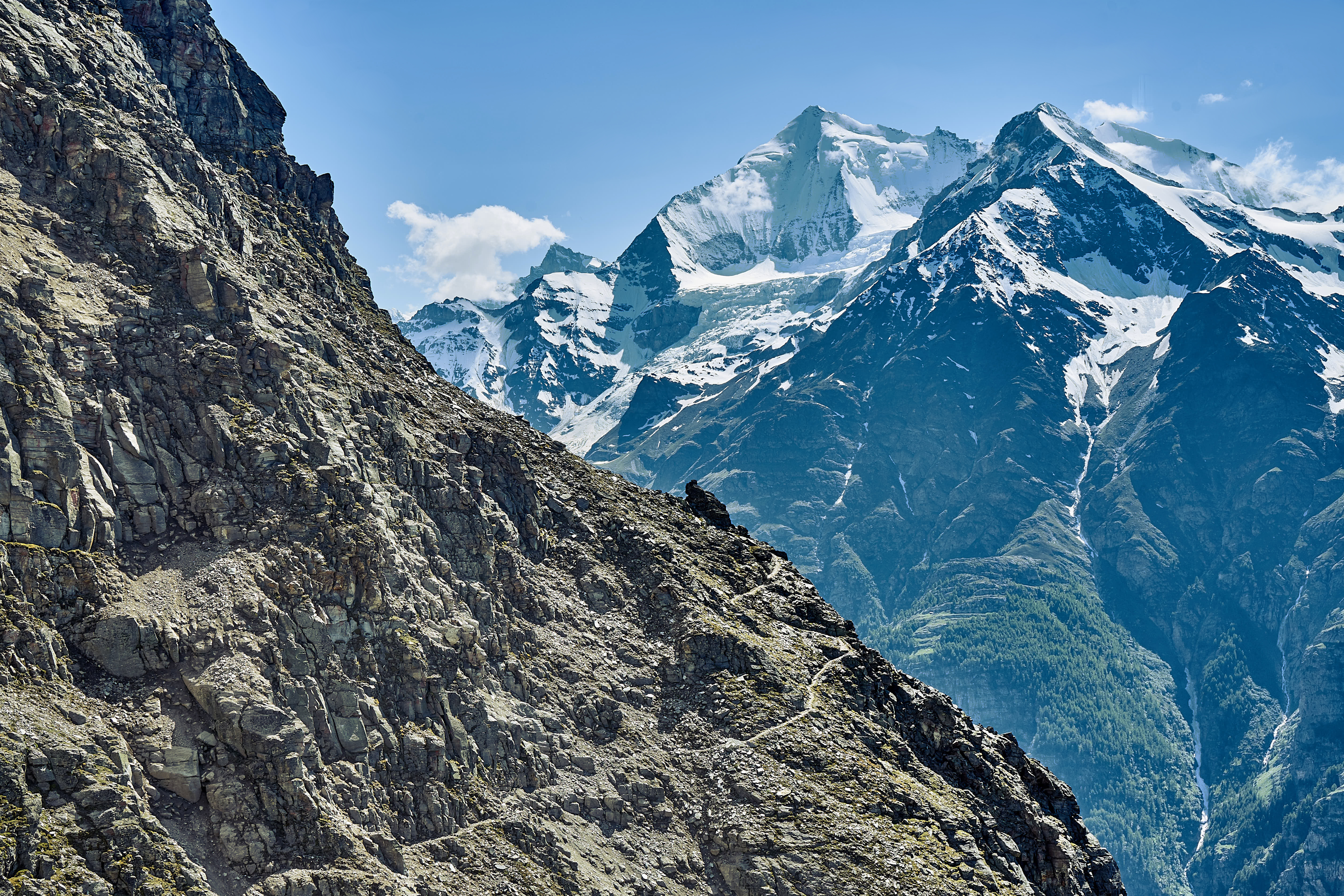
Am alten Europaweg hinter dem Grathorn mit Blick zur Weisshorngruppe

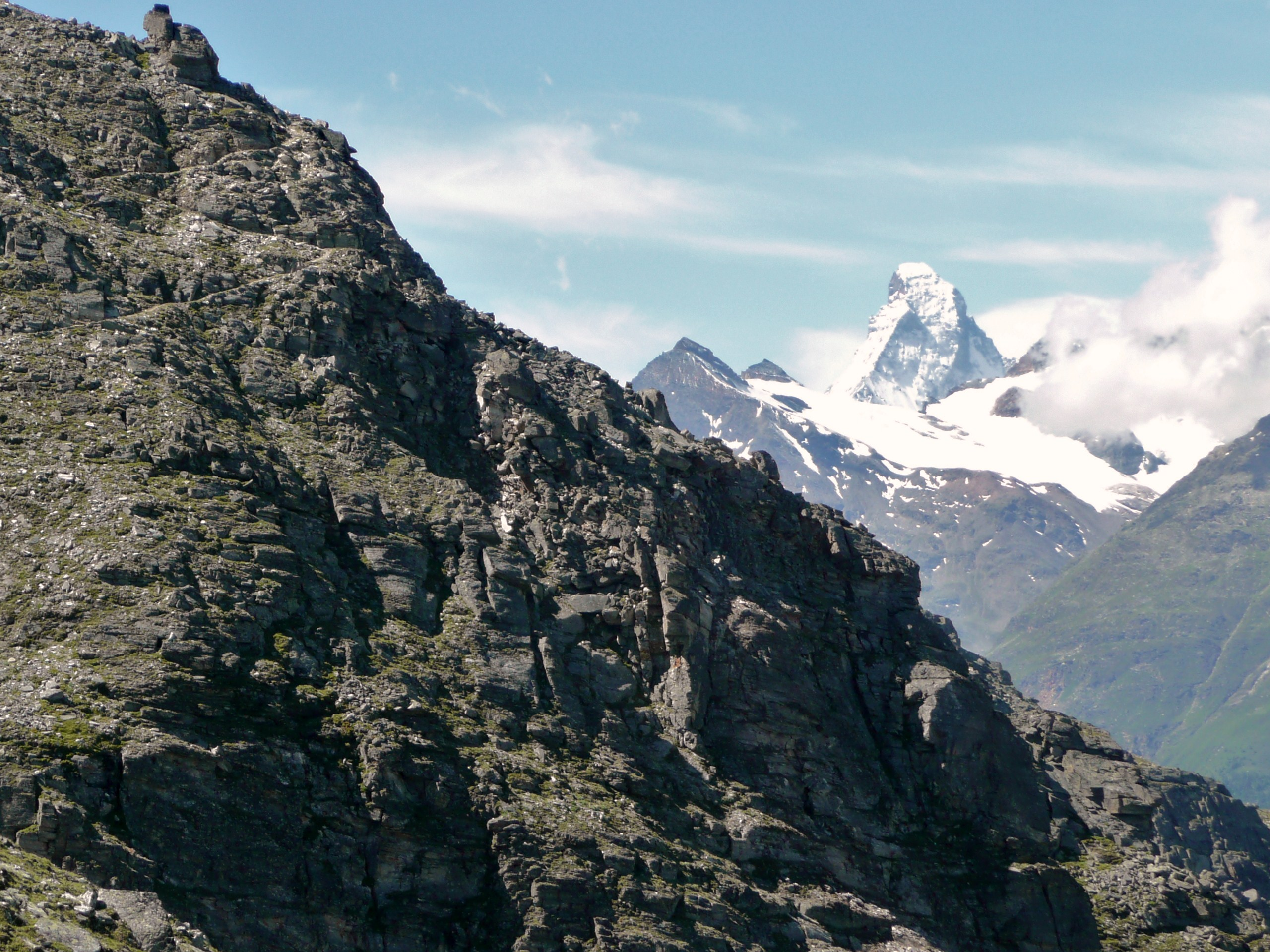
Der Europaweg vor dem «Grossen Graben», der nach der zweiten Abzweigung zur Bordierhütte durchgangen wird

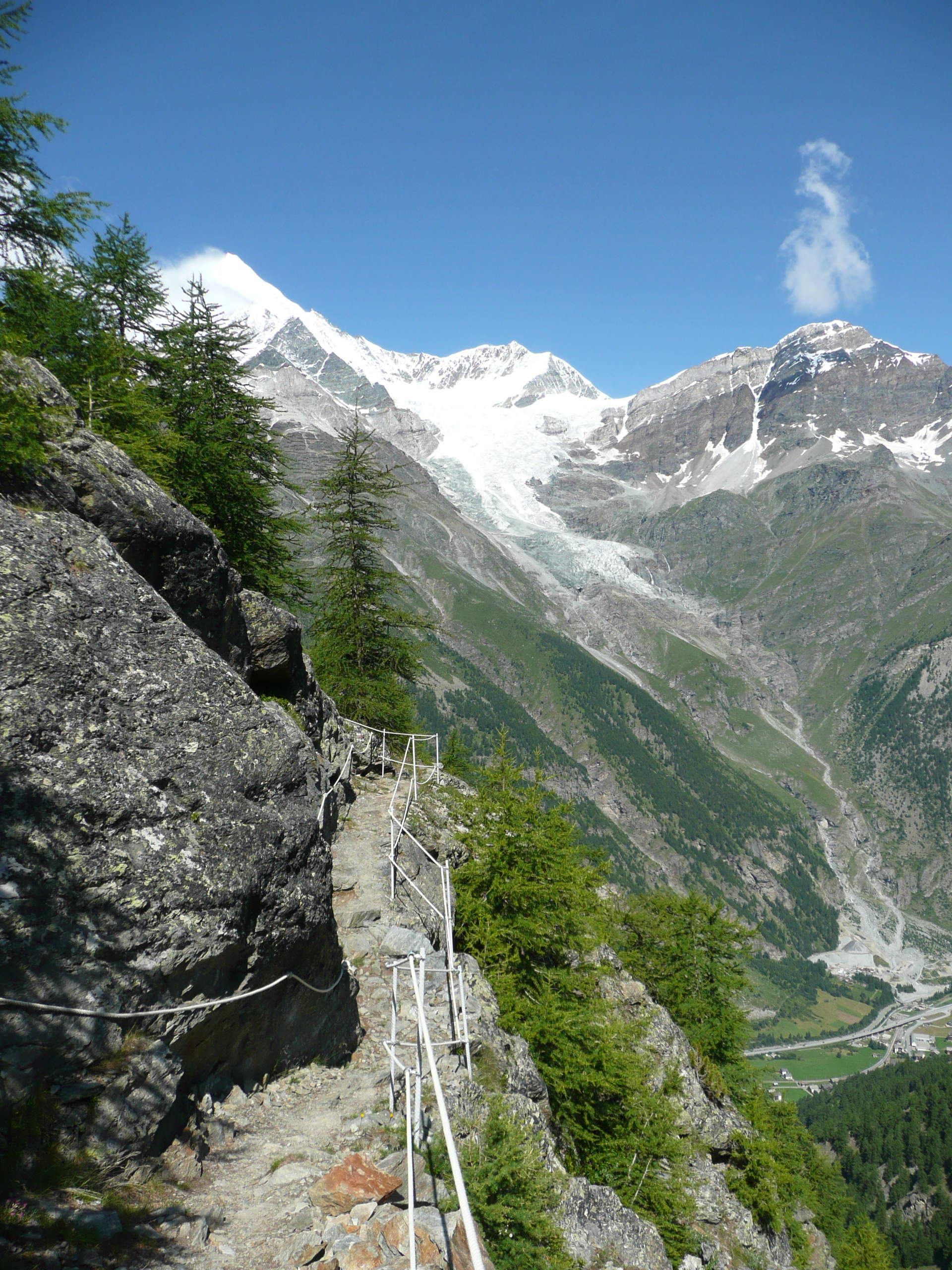
Gut gesichertes Wegstück, im Hintergrund das Weisshorn

Der Europaweg ist ein Höhenweg mit der Schwierigkeit T3 im Kanton Wallis in der Schweiz und führt unter der Mischabel der Walliser Alpen durch, wobei er sich von Grächen (1619 m ü. M.) bzw. von Gasenried (1659 m ü. M.) über die Europahütte (2265 m ü. M.) nach Sunnegga (2280 m ü. M.) oberhalb von Zermatt zieht. Der Höhenweg ist 31 km lang und eröffnet Aussichtspunkte auf die Weisshorngruppe. Der höchste Punkt ist der «Grosse Graben» mit 2700 m. Je nach Witterung ist der Weg zwischen Mitte Juni und Mitte Oktober zugänglich. Er wurde 1997 eröffnet und ist seit 2008 als regionale Route 27 Swiss Tour Monte Rosa Etappe Grächen – Zermatt von Wanderland Schweiz signalisiert, welche jedoch ab der Tufternalp hinunter ins Tal und nicht nach Sunnegga führt.

## Europahütte
1999 wurde auf halbem Weg, oberhalb von Randa eine neue Berghütte, die Europahütte, errichtet. Diese liegt an der Kreuzung des Europaweges mit dem Domhüttenweg. Sie bietet auf zwei Stockwerken Platz für 42 Personen in 3 Zimmern à 6 Betten, 1 Zimmer à 4 Betten und einem Massenlager mit 20 Betten. Die Hütte verfügt über einen Waschraum mit Dusche und einen Aufenthaltsraum. Von der Terrasse aus besteht Ausblick sowohl auf die Weisshorngruppe wie Weisshorn und Zinalrothorn als auch auf das Matterhorn und weitere Walliser Viertausender.

## Gehzeiten
Dank der Europahütte kann der Weg in zwei Tagesetappen von je 6–7 Stunden bewältigt werden.

## Höhenunterschied
Grächen – Europahütte:
Aufstieg: ≈2600 m /
Abstieg: ≈1900 m (seit Wegsperrung Gratberg – Galenberg im 2018)
Europahütte – Sunnegga oberhalb von Zermatt:
Aufstieg: ≈1060 m (ohne Nutzung der Europabrücke: ≈1520 m) /
Abstieg: ≈1060 m (ohne Nutzung der Europabrücke: ≈1520 m)

## Wegverlauf
Nach dem Verlassen des Dorfes Grächen führt der Weg beinahe eben nach Gasenried. Bei der Verzweigung zur Bordierhütte führt der Weg steil hinauf zum Grat. Auch der Europaweg steigt nun steil an bis zum Grathorn. Der ganze Weiterweg über Mittelberg und den "Grossen Graben" bis Galenberg musste 2018 nach einem grossen Bergsturz gesperrt werden. Neu steigt man schon nach dem Grathorn wieder steil ins Tal ab und folgt dem einfachen Wanderweg deutlich tiefer bis Herbriggen. Anschliessend muss wieder steil bis auf die Maiensässe Geisstrift hochgestiegen werden. Die darauffolgende, ehemalige Variante Geisstrift-Galenberg wird seit 2021 aufgrund von Steinschlaggefahr und zu schwierigem Gelände nicht mehr unterhalten und dauerhaft umgeleitet. Seit Sommer 2021 führt die neue Wegleitung mittels einer Brücke und einer anschliessenden Spezial-Treppenkonstruktion über den Geisstriftbach bis zur Alpe Bärgji und weiter Richtung Randa, bevor im Abschnitt vor der Europahütte wieder in den Originalweg eingestiegen wird. Nach der Europahütte kreuzt der Weg die Aufstiegsroute von Randa zur Domhütte. Im Grabengufer überspannte für kurze Zeit eine 2009 erstellte 230 m lange Hängebrücke, die Europabrücke, eine sehr aktive Steinschlagzone. Im Täschgufer schützt eine Galerie vor Steinschlag. Bald erreicht der Weg die Täschalp Ottafe (Flurname Ottawe), wo der Europaweg den Aufstiegsweg von Täsch zur Täschhütte kreuzt und sich das Restaurant Europaweghütte Täschalp befindet. Ohne grosse Anstrengung führt der Weg weiter Richtung Sunnegga. Es besteht die Möglichkeit, von der Bergstation Sunnegga mit der unterirdischen Standseilbahn Sunnegga Express nach Zermatt hinunterzufahren.
Im Juli 2011 wurde wegen starken Steinschlages ein Teilstück der Etappe Europahütte – Sunnegga (das Teilstück über die Europabrücke oberhalb von Randa unterhalb des Festigletschers) gesperrt. Vom Tourismusverein Grächen wurden zwei neue Wegführungen mit einer Wanderzeit von knapp 8 Stunden (Bergvariante) und knapp 8½ Stunden (Talvariante) und einem Auf- und Abstieg zwischen Europahütte und Sunnegga von je 1500 (Bergvariante) resp. 1600 (Talvariante) Höhenmetern empfohlen.
Seit Ende Juli 2017 gibt es eine neue, 494 Meter lange Hängebrücke, die Charles Kuonen Hängebrücke, die die Steinschlagzone in 85 m Höhe überspannt.
2018 musste der ganze Abschnitt Grathorn – Galenberg auf Grund eines grossen Bergsturzes gesperrt werden. Der Weg führt nun nach einem steilen Abstieg deutlich tiefer bis Herbriggen, wo wieder zum ursprünglichen Weg aufgestiegen wird.

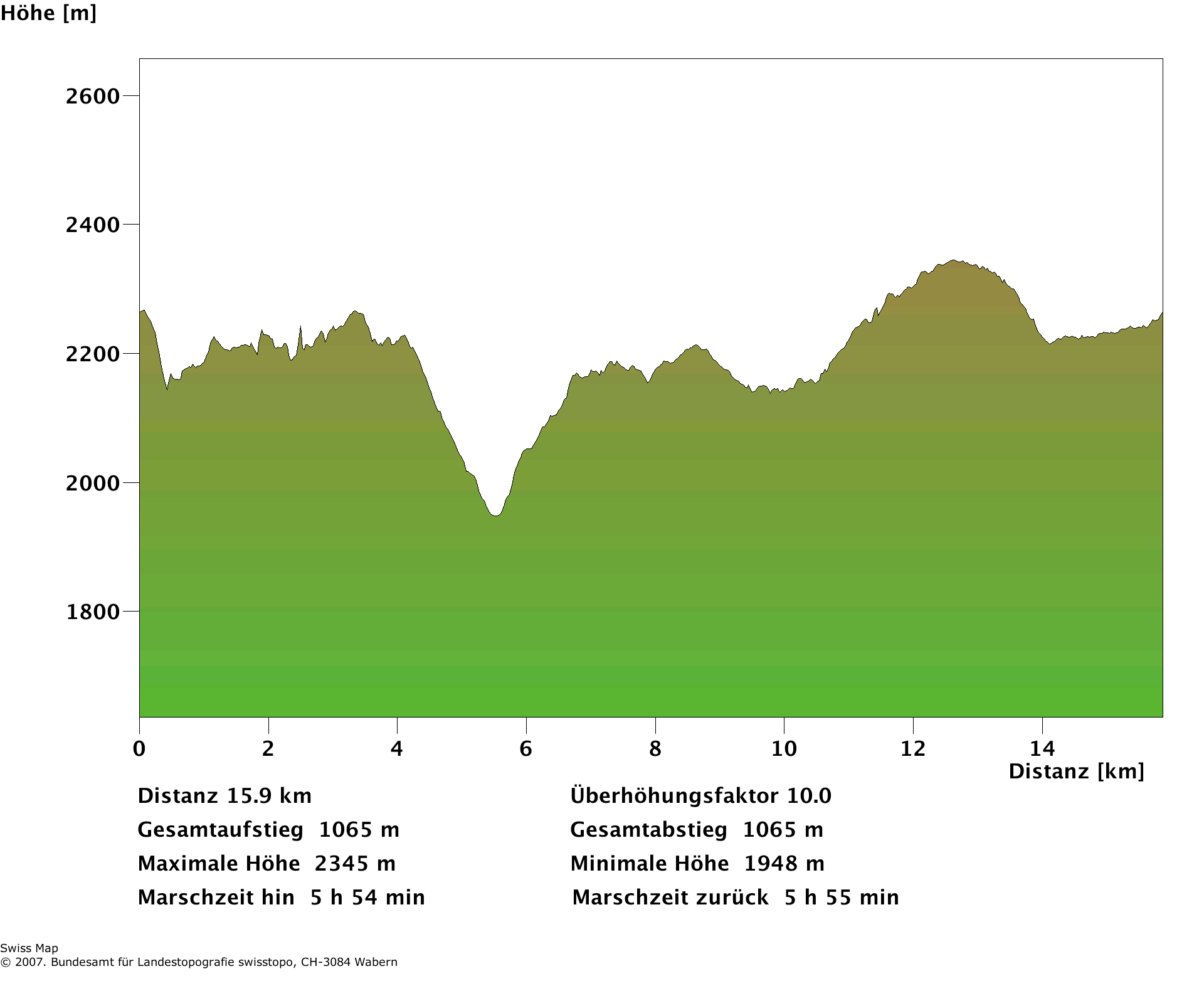
Höhenprofil Europahütte – Sunnegga, Weg über Europabrücke
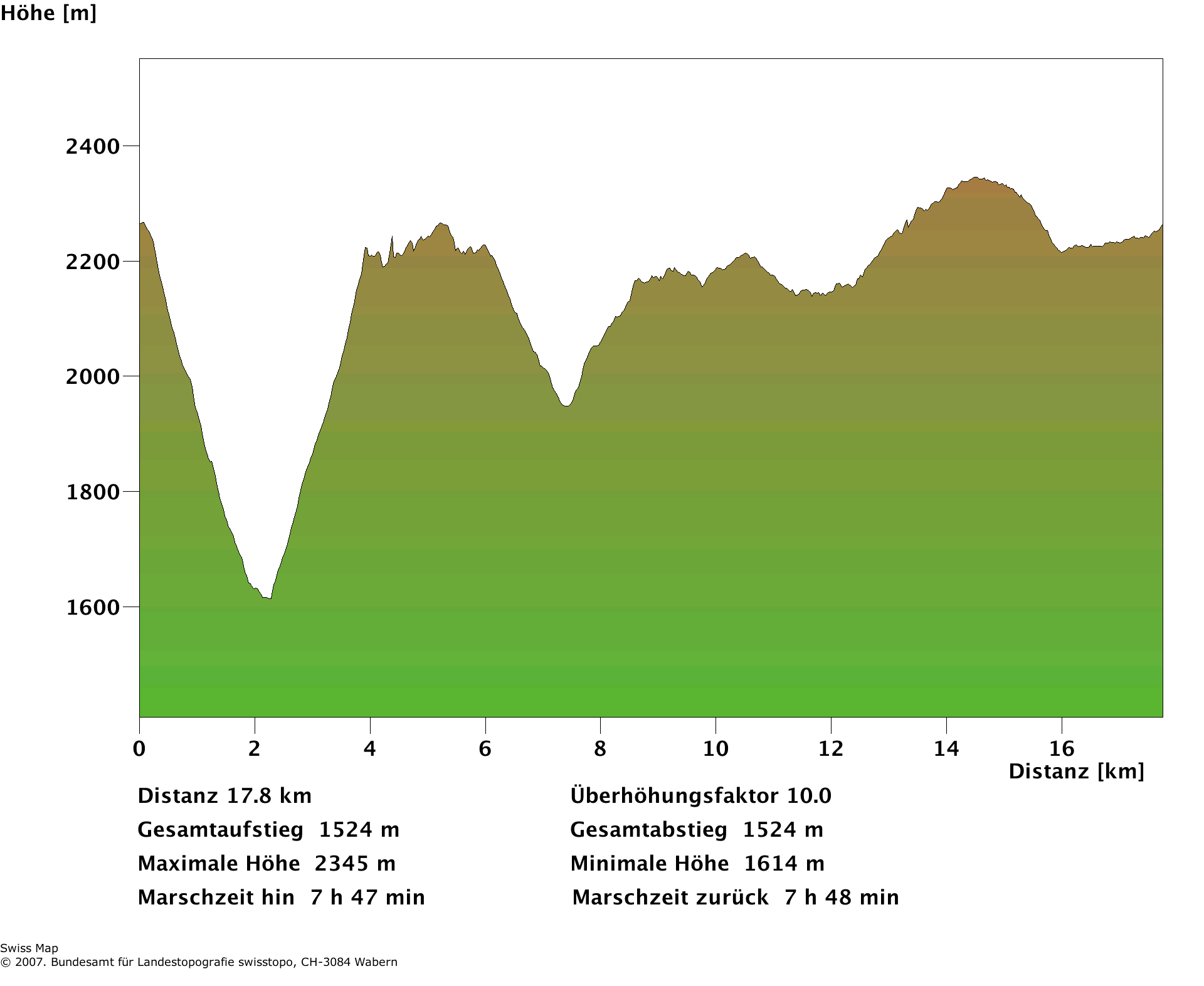
Höhenprofil Europahütte – Sunnegga, Bergvariante nach Sperrung Europabrücke
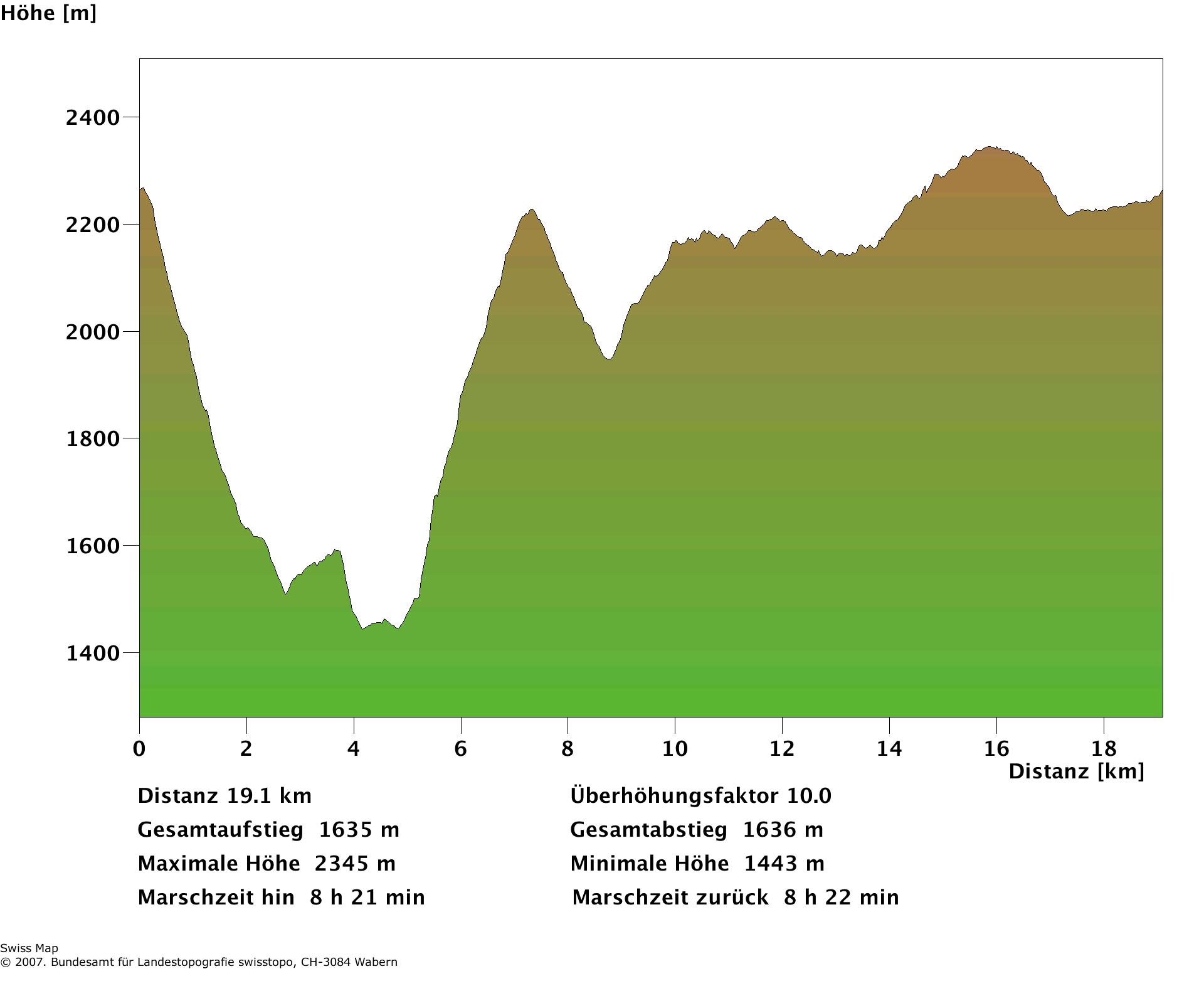
Höhenprofil Europahütte – Sunnegga, Talvariante nach Sperrung Europabrücke

## Anforderungen
Nur für ausdauernde und geübte Wanderer zu empfehlen. Es ist unbedingt genügend Wasser mitzunehmen.

## Einkehrmöglichkeiten
- Grächen
- Gasenried
- Europahütte
- Täschalp
- Zermatt

Weitere Restaurants befinden sich jeweils in den Talortschaften Herbriggen, Randa und Täsch, wobei der Abstieg ins Tal nötig wird.